# Freemium
Freemium is een bedrijfsmodel waarbij een product of dienst (meestal software zoals een computerspel of webapplicatie) gratis wordt aangeboden, maar men geld vraagt voor geavanceerde gebruiksmogelijkheden, functionaliteit, of virtuele goederen. Het woord "freemium" is een porte-manteauwoord van de twee aspecten van het verdienmodel: "free" (gratis) en "paying a premium" (een meerprijs betalen).

## Voorbeelden
- Beperken van functionaliteiten (bijvoorbeeld een lichte versie van een programma).
- Opslag beperken (bijvoorbeeld bij Dropbox door de opslag te beperken tot 2 GB).
- Plaats van gebruik beperken (bijvoorbeeld alleen te gebruiken in uw thuisnetwerk).
- Alleen bruikbaar maken voor specifieke groepen.
- Ondersteuning beperken (bijvoorbeeld dat alleen de mensen die hebben betaald voor de dienst of het product volledige ondersteuning krijgen).
- Tijd van gebruik inkorten (bijvoorbeeld bij Spotify, waar de gebruiker tussen muziekjes door reclame hoort).
- Aankoop van virtuele producten (meestal virtuele valuta of credits) waarmee men bepaalde zaken of verbeteringen kan kopen of wachttijd kan bekorten.

## Kritiek
Binnen de computerspelindustrie is er kritiek ontstaan voor het gebruik van non-cosmetische microtransacties. Deze spellen worden spottend ook wel pay-to-win (betalen om te winnen) genoemd als de speler voordeel kan krijgen tegen betaling. In multiplayerspellen kan dit leiden tot een inbreuk op de competitieve integriteit. Soms kan freemium software zelfs de facto betaald zijn wanneer de gratis basismogelijkheden zo beperkt zijn dat men voor normaal gebruik wel van de betaalde diensten gebruik moet maken. Dit kan als misleidend worden gezien, omdat de software als gratis wordt aangeprezen maar voor efficient gebruik uiteindelijk toch nog betaald moet worden.